# Wellsford
Wellsford est une ville située au nord de l'île du Nord de la Nouvelle-Zélande.

## Situation
C'est la ville la plus au nord de la région d'Auckland et se trouve à 75 km au nord-ouest de la ville d'Auckland, sur la péninsule de Northland et donc située au nord de l’Île du nord de la Nouvelle-Zélande.
Wellsford est proche d’un rétrécissement de la péninsule du Northland, formé par un bras du Kaipara Harbour (en) à l’ouest, vers l’intérieur sur 20 kilomètres à partir de la partie principale du mouillage et la ville siège à 15 kilomètres à l’est de la côte de l’océan Pacifique.

## Population
La ville avait une population de seulement 1 671 habitants  mais c'est un centre régional majeur, étant localisée à la jonction de la route State Highway 1 et de la  route nationale 16 (SH16) (en), à environ mi-chemin entre la cité d’Auckland et la ville de Whangarei dans la région du Northland.

## Toponymie
Selon la tradition locale maori, le nom de Wellsford est un acronyme basé sur le surnom de la première famille, qui s’est installée dans la région. Les noms étaient : Watson, Edger, Lester, Levet, Simpson, Foster, Oldfield, Ramsbottom et Dibble .

## Histoire
Au début des années 1860, les colons anglais arrivèrent, s’établissant à Port Albert, sur la côte du  mouillage de Kaipara (en) à environ 10 kilomètres à l’ouest de la ville de Wellsford. Ces colons s’appelaient d’eux-mêmes, les "Albertlanders", d’après le nom du ‘Prince Albert’, mari et prince consort de la Reine Victoria.
C’était un groupe dissident de l’Église anglicane cherchant un nouveau monde".
Toutefois peu de colons arrivèrent à Port Albert, et ceux-ci n’y trouvèrent pas des conditions faciles et eurent des difficultés pour y vivre. La majorité des “Albertlanders” durent se déplacer vers l’intérieur du pays pour y trouver des zones plus fertiles. Il en résulta la fondation de la ville de Wellsford 
Wellsford faisait alors partie du district de Rodney durant la période de son existence allant de 1989 à 2010.

## Éducation
L’école de 'Wellsford School' est une école primaire, allant de l’année 1 à 8 avec un taux de décile 4 et un effectif de 343 élèves  , .
Le "collège Rodney" est une école secondaire allant de l’année 9 à 13, avec un taux de décile de 4 et un effectif de 210 élèves .
Le Conseil d’administration du Collège Rodney fut dissout en août 2008 et un commissaire du ministère de l’éducation fut nommé .
À la suite de cette nomination, des améliorations du fonctionnement du collège permirent au commissaire de céder la place à la nouvelle équipe dirigeante comprenant le principal Dave Ormandy. Le collège Rodney a eu des résultats répétés excellents dans le cadre des élèves passant le NCEA avec un pourcentage d’étudiants obtenant le niveau 3 du NCEA de 12,9 %, au-dessus de la moyenne nationale.
L’école de la “Living Way Christian School” est une école composite allant de l'année 1 à 13, avec un  décile de 6 et un effectif de 34 élèves . C’est une école privée, qui fournit une éducation basée sur "Dieu dans la perspective Biblique " .
L’école "Tapora School" est une école primaire allant de l'année 1 à 8, avec un décile de 6 et un effectif de 45 élèves. L’effectif est divisé en 3 salles de classe, la salle 3 (allant de l'année 1 à 3), la salle 2 (allant de l'année 4 à 5), la salle 1 (année 6 à 8); chacune supervisée par un enseignant. C’est une école publique localisée à l’ouest de la ville de Wellsford.
Les écoles primaires de “Wellsford, Tauhoa, Pakiri et Mangawhai ” accueillent tous des élèves allant de l’année 1 à 8 et contribuent collectivement à envoyer depuis 80 ans, environ 9 élèves par an au "Collège Rodney". Toutes ces écoles sont mixtes.

## Sport
En tant que ville rurale, le sport joue un grand rôle dans la vie de tous les jours des habitants de Wellsford avec le rugby à XV, le football, le netball, le cricket, le tennis et l'athlétisme, qui sont les sports les plus souvent pratiqués. Le ‘Wellsford Golf Club’ est réputé parmi les installations locales et aussi les cours de squash. Les terrains de Patins à roulettes, de tir à l’arc et de bowling (intérieurs et extérieurs), sont aussi disponibles alors que l'équitation est aussi largement pratiquée dans le secteur.